# Épica
A épica é um gênero literário no qual o autor apresenta de forma objetiva fatos lendários ou fictícios acontecidos num tempo e espaços determinados. O autor usa como forma de expressão a narração, mas a descrição e o diálogo também são usados dando uma maior ênfase ao objetivo pretendido.
Essa alternativa de discurso tem como origem a observação aristotélica entre mímesis e diegesis, ou seja, entre narração e descrição.

## Características
1. Acontecimentos ou peripécias mais ou menos verdadeiros ou falsos.
2. A maioria dos verbos contidos nessas obras literários estão no pretérito.
3. O narrador aparece na obra ora sim, ora não, mas não está sempre presente como no gênero lírico, nem desaparece por completo, como ocorre no gênero dramático.
4. Na maioria das vezes, a forma utilizada nessas obras é a prosa ou o verso largo.
5. Tende a incluir os demais gêneros (lírico, dramático, didático)e por isso tem maior extensão.
6. Se divide em capítulos.